# Zálužice
Zálužice település Csehországban, Lounyi járásban. Zálužice Lišany, Postoloprty, Staňkovice, Liběšice, Lipno és Žatec településekkel határos. Lakosainak száma 98 fő (2024. január 1.).

## Népesség
A település lakosságának változását az alábbi diagram mutatja:
| Lakosok száma | 661  | 630  | 532  | 343  | 134  | 72   | 90   | 96   | 95   | 98   |
|               | 1869 | 1890 | 1921 | 1950 | 1980 | 2001 | 2017 | 2019 | 2022 | 2024 |